# Brunn–Minkowskis sats
Inom matematiken är Brunn–Minkowski sats (eller Brunn–Minkowskis olikhet) en olikhet mellan volymerna (eller mer allmänt Lebesguemåtten) av kompakta delrum av ett Euklidiskt rum. Den ursprungliga formen av satsen (Hermann Brunn 1887; Hermann Minkowski 1896) gällde konvexa mängder; generaliseringen till kompakta icke-konvexa mängder bevisades av L. A. Lyusternik (1935).

## Satsen
Låt n ≥ 1 och låt μ beteckna Lebesguemåttet över Rn. Låt A och B vara tv icke-tomma kompakta delmängder av Rn. Då gäller följande olikhet:
{\displaystyle [\mu (A+B)]^{1/n}\geq [\mu (A)]^{1/n}+[\mu (B)]^{1/n}}
där A + B betcknar Minkowskisumman
{\displaystyle A+B:=\{\,a+b\in \mathbb {R} ^{n}\mid a\in A,\ b\in B\,\}.}